# Refinería de Petróleos de Escombreras
Refinería de Petróleos de Escombreras, S.A. (REPESA) fue una empresa española del sector petroquímico, encargada de la obtención de carburantes a través del refinado de crudo importado en el complejo petroquímico de Escombreras (Cartagena). En su momento llegó a ser una de las empresas más importantes del Instituto Nacional de Industria (INI). En 1974 se fusionó con otras compañías del sector para dar lugar a ENPETROL.

## Historia

### Orígenes y creación
En la primera mitad de la década de 1940 se proyectó construir una refinería de petróleo en la zona de Escombreras, junto a Cartagena. Estaba previsto que la Empresa Nacional Calvo Sotelo se hiciera cargo de la ejecución del proyecto, si bien las carencias tecnológicas y el difícil contexto económico de la época retrasaron considerablemente los trabajos de construcción. Se optó por constituir una nueva compañía que se hiciera cargo del proyecto.  
La empresa «Refinería de Petróleos de Escombreras» (REPESA) fue creada el 28 de abril de 1949 con un capital de trescientos veinticinco millones de pesetas. estando a cargo de la construcción de la prevista refinería. La iniciativa de su creación partió del régimen franquista, en plena etapa autárquica. El Instituto Nacional de Industria (INI) controlaba el 52% de las acciones de REPESA, seguido por la española Cepsa (24%) y la norteamericana Caltex (24%). La fundación de la nueva empresa trataba de dar solución a todos los problemas técnicos y de financiación que habían ido surgiendo durante la construcción de las instalaciones, cuyo proyecto era anterior a 1945. Se contaba, así, con la presencia de capital y tecnología extranjeros. Para la presidencia de la compañía se designó a José María de Lapuerta y de las Pozas, mientras que Demetrio Carceller ocupó el puesto de vicepresidente.

### Expansión de la empresa

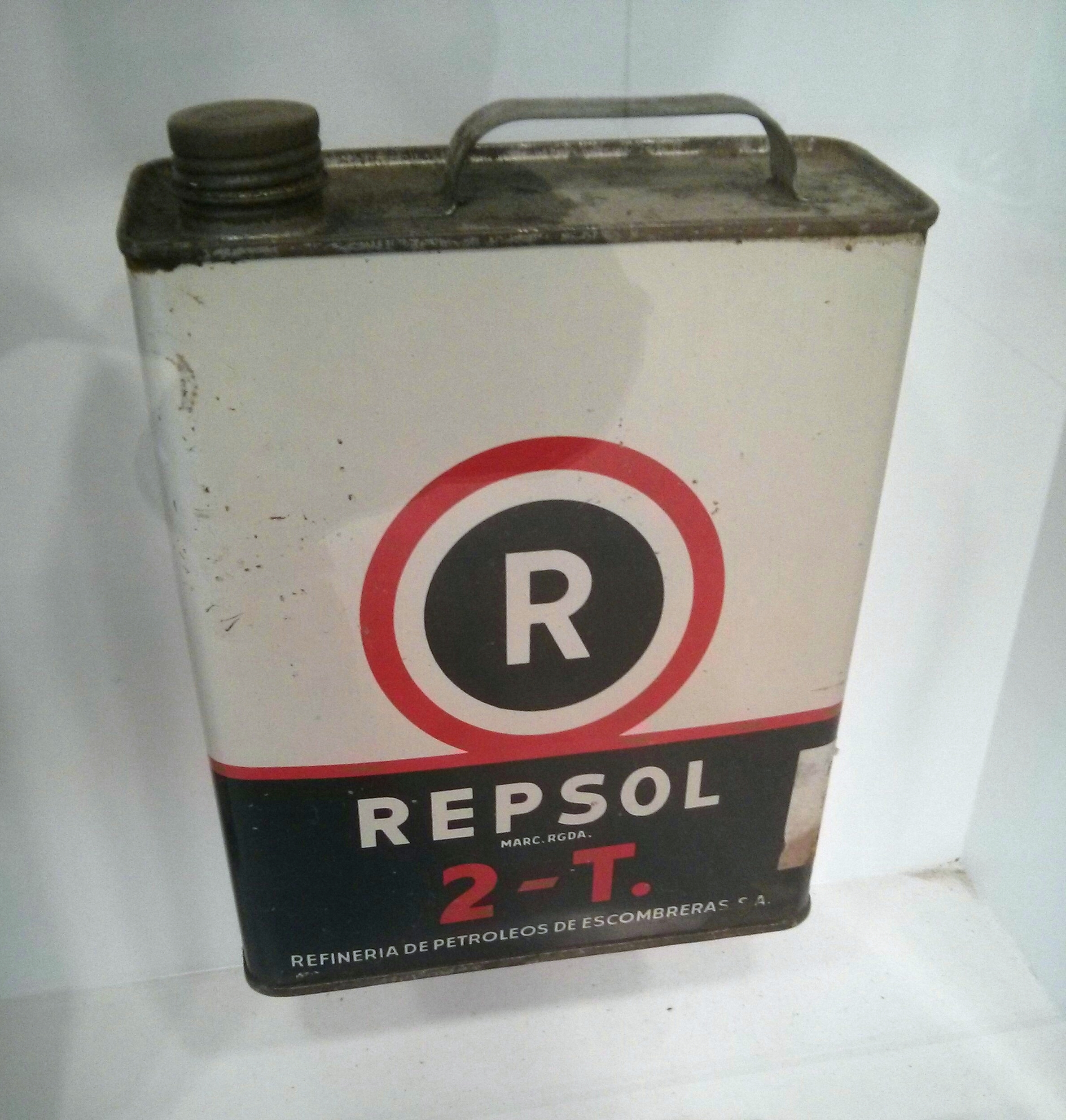
Lata de lubricante «Repsol», producido por REPESA en las instalaciones de Escombreras.

Las instalaciones de Escombreras fueron inauguradas en junio de 1950, si bien desde el mes de enero ya se habían iniciado las operaciones de refinado de combustible. En aquel momento la refinería tenía una capacidad de producción de 5.000 barriles al día, aunque esta sería incrementada progresivamente hasta alcanzar en 1968 una capacidad de seis millones de toneladas al año. Con el paso de los años REPESA, que importaba buena parte del crudo a través de Caltex, se consolidaría como una de las empresas más rentables del INI. La empresa también elaboró lubricantes bajo una marca propia, «Repsol», que se producía en una planta de Escombreras.
Sus actividades no se limitaron al refinado del petróleo y, con el tiempo, estas se diversificaron a otros ámbitos. En 1957 participó junto a CAMPSA en la creación de la empresa Butano S.A. para la distribución del gas que se producía en su refinería. REPESA también organizó su flota de transporte, compuesta por varios petroleros: en 1958 adquirió dos buques-tanque, a los que en 1959 se añadieron dos buques más. Desde 1963 también comenzó a operar una factoría de fertilizantes situada en la zona de Escombreras. La expansión que atravesó el sector de los fertilizantes en España durante los siguientes años llevaría a REPESA a participar, en 1970, en la creación de la sociedad Abonos Complejos del Sureste (ASUR) con una aportación del 50% del capital y en colaboración con el grupo Explosivos Río Tinto (ERT).
Tras el inicio de la crisis del petróleo de 1973 y sus efectos el régimen franquista apostó por una política de concentración empresarial en el sector petrolífero. En 1974 se decretó la fusión de las empresas REPESA, ENCASO y ENTASA para dar lugar a la nueva Empresa Nacional de Petróleos (ENPETROL). Por su parte, dentro de este mismo proceso, la unidad de fabricación de fertilizantes que poseía REPESA le fue transferida a la recién creada Empresa Nacional de Fertilizantes (ENFERSA).